# Třída Jerzy Różycki
Třída Jerzy Różycki (jinak též Projekt 107) je třída zpravodajských (SIGINT) lodí polského námořnictva. Celkem byly objednány dvě jednotky této třídy. Stavěny jsou v rámci modernizačního programu Delfin.

## Stavba
Vývoj, stavbu a provozní podporu dvou zpravodajských lodí Polsko objednalo u švédské společnosti Saab. Plavidla jsou derivátem švédského zpravodajského plavidla Artemis (A202). Kontrakt ve výši přibližně 620 milionů eur byl podepsán 25. listopadu 2022. Plavidla mají být dodána do roku 2027. Společnost Saab je hlavním kontraktorem programu. Jako subdodavatel je do něj zapojena polská loděnice Remontowa Shipbuilding v Gdaňsku, která postaví samotné platformy.
Slavnostní první řezání oceli na prototypovou jednotku proběhlo 27. dubna 2023 v loděnici Remontowa Shipbuilding. Kýl plavidla byl založen 27. července 2023. Na vodu byla spuštěna 1. července 2025.
Jednotky třídy Jerzy Różycki:
| Jméno                     | První řezání oceli | Založení kýlu     | Spuštěna         | Zařazena do služby | Status    |
| ------------------------- | ------------------ | ----------------- | ---------------- | ------------------ | --------- |
| ORP Jerzy Różycki (261)   | 27. dubna 2023     | 27. července 2023 | 1. července 2025 |                    | ve stavbě |
| ORP Henryk Zygalski (264) | 15. listopadu 2023 | 23. ledna 2024    |                  |                    | ve stavbě |